# 市立小樽文学館

市立小樽文学館（しりつおたるぶんがくかん、英: Otaru Municipal Museum of Literature）は、北海道小樽市の文学館。小樽市分庁舎（旧小樽地方貯金局）にあり、市立小樽美術館を併設している。市町村立の文学館としては日本国内で初めて開館した。

## 概要
小林多喜二や伊藤整をはじめ、 小樽ゆかりの小説家、詩人、歌人、俳人の著書や資料を収蔵、展示している。文学館の行う事業や資料の購入などを市民団体（小樽文學舎）が行っている。
地方の文学館としては珍しく、ミステリ、怪奇文学、幻想文学、児童読物、漫画、ゲーム、テレビドラマなど、サブカルチャー（もしくはその周辺的な文化）をテーマとした特別展をしばしば開催する。

## 沿革
- 1978年（昭和53年）：開館[6]。
- 1986年（昭和61年）：小樽文學舎発足[6]。
- 2000年（平成12年）：小笠原克逝去のため、亀井秀雄が館長就任。
- 2010年（平成22年）：文学館・美術館再整備事業実施[7]。
- 2014年（平成26年）：玉川薫が館長就任[8]。
- 2021年（令和3年）：亀井志乃が館長就任[9]。

## 利用案内
- 休館日：毎週月曜日、祝日の翌日（祝日が土・日の場合は休まず振替となる）、年末年始（12月29日〜1月3日）
- 開館時間：9:30 - 17:00（入館は16:30まで）
- 入館料（特別展の場合の料金変動あり）
  - 共通入館券（同一日に限り美術館の利用可能）：一般500円、高校生250円、市内在住の70歳以上250円
  - 普通入館券：一般300円、高校生150円、市内在住の70歳以上150円、中学生以下無料

## 展覧会

### 1978年 - 1979年
1979年（昭和54年）
- 6月12日 - 7月15日：特別展「並木凡平―生活をうたう」
- 11月13日 - 12月9日：特別展「近代文学七十人の書蹟展」

### 1980年 - 1989年
1980年（昭和55年）
- 8月6日 - 9月7日：特別展「北の詩魂小田觀蛍」

1981年（昭和56年）
- 10月14日 - 11月15日：特別展「若い詩人の肖像―伊藤整」

1982年（昭和57年）
- 8月4日 - 9月5日：特別展「ボクラ少国民―児童読物作家山中恒の原点と現在」

1983年（昭和58年）
- 10月21日 - 12月27日：開館5周年記念特別展「多喜二の青春―その彷徨と発見」

1984年（昭和59年）
- 7月28日 - 8月19日：特別展「しゃべり捲くれ―小熊秀雄の世界」
- 11月1日 - 12月2日：特別展「生生躍動―八田尚之展」

1985年（昭和60年）
- 8月10日 - 9月29日：特別展「俳句往還―緑丘吟社をめぐる人々」

1986年（昭和61年）
- 9月5日 - 10月12日：特別展「石川啄木・小樽―北の旅」

1987年（昭和62年）
- 7月30日 - 8月30日：特別展「幻文明の旅―北海道SFの世界」

1988年（昭和63年）
- 5月21日 - 7月3日：開館10周年特別展「現代小樽文学展」
- 9月23日 - 10月30日：特別展「大地の文学―早川三代治と有島武郎」

1989年（平成元年）
- 7月29日 - 9月3日：特別展「海の肖像―伊藤整」

### 1990年 - 1999年
1990年（平成2年）
- 7月21日 - 9月9日：特別展「転形期の人々―小林多喜二とその時代」

1991年（平成3年）
- 7月27日 - 9月8日：特別展「小説の運命―岡田三郎と自然主義文学」

1992年（平成4年）
- 7月18日 - 8月30日：特別展「児童読物よ、よみがえれ―山中恒の世界」

1993年（平成5年）
- 4月23日 - 5月30日：特別展「田中五呂八と新興川柳運動」
- 7月31日 - 9月12日：開館15周年記念特別展「海の聖母―詩人・吉田一穂展」（吉田美和子監修）

1994年（平成6年）
- 4月23日 - 5月29日：企画展「夢の国へ―宮原晃一郎展」
- 7月23日 - 9月4日：特別展「花の原型―中城ふみ子展」（菱川善夫監修）

1995年（平成7年）
- 8月4日 - 9月17日：特別展「小熊秀雄と池袋モンパルナス」（宇佐美承監修）

1996年（平成8年）
- 5月2日 - 6月2日：企画展「くたばれ、かあちゃん！―山中恒と子どもの世界」
- 7月19日 - 9月1日：特別展「物質の真昼―詩人・河邨文一郎展」

1997年（平成9年）
- 8月1日 - 9月15日：特別展「宮澤賢治―一通の復命書」
- 12月20日 - 翌3月31日：緊急企画展「届いた手紙―小林多喜二『不在地主』の発表をめぐって」

1998年（平成10年）
- 2月20日 - 4月19日：特別展「あがた森魚二〇〇一年一〇〇一秒展望展―イナガキ・タルホ銀河系遊覧記念」
- 7月25日 - 9月6日：特別展「伊藤整の『日本文壇史』展」
- 9月18日 - 11月3日：企画展「鋼鉄の映画人―小林正樹展」

1999年（平成11年）
- 2月6日 - 4月18日：特別展「思いがけないルネッサンス―戦後北海道出版事情」
- 2月16日 - 2月21日：企画展「小林多喜二の死」
- 8月7日 - 9月19日：特別展「昭和歌謡全集・北海道編―流行歌に見る民衆史の深層」

### 2000年 - 2009年
2000年（平成12年）
- 7月22日 - 9月3日：特別展「中野重治と北海道の人びと」
- 10月21日 - 11月12日：特別展「山口昌男と（仮説）書物の神話学」

2001年（平成13年）
- 2月16日 - 4月1日：企画展「小笠原克責任編集『北方文芸』」
- 6月1日 - 7月22日：市立小樽美術館合同企画展「一原有徳・仕事」
- 7月28日 - 9月9日：企画展「小樽論・1」

2002年（平成14年）
- 7月5日 - 8月25日：特別展「小樽・札幌喫茶店物語」※展示スペースの一部である「JJ's cafe」（植草甚一の愛称より命名）を喫茶・休憩スペースとして残している
- 11月30日 - 翌3月30日：特別展「小樽・博覧会の時代」 + 企画展「ザ・スピリッツ・オブ レトロ・スペース坂会館」

2003年（平成15年）
- 2月1日 - 3月30日：企画展「生誕100年小林多喜二展」
- 7月18日 - 9月7日：特別展「韓国文学展」
- 10月3日 - 11月3日：企画展「北欧文学展」
- 12月5日 - 翌3月28日：本多正一写真展「彗星との日々」 + 中井英夫・中城ふみ子追悼展

2004年（平成16年）
- 6月11日 - 8月29日：特別展「こどもたちの戦争体験」
- 9月3日 - 11月7日：企画展「小樽・札幌古本屋物語」

2005年（平成17年）
- 6月18日 - 8月28日：特別展「生誕100年記念伊藤整展」
- 9月3日 - 11月6日：企画展「小樽・まち見て歩き」

2006年（平成18年）
- 9月9日 - 11月26日：特別展「並木凡平と口語短歌」

2007年（平成19年）
- 9月8日 - 翌1月20日：小樽日報創刊啄木来樽百年記念「石川啄木と『小樽日報』」

2008年（平成20年）
- 1月26日 - 3月30日：文学館開館30周年企画展「投稿少年小林多喜二―86年目の新発見」
- 4月24日 - 5月24日：企画展「鞍馬天狗がやってきた」（大佛次郎関連）
- 6月14日 - 7月6日：特別展「榎本武揚と歴史小説」
- 7月12日 - 8月24日：企画展「小樽俳句協会40周年展」
- 8月30日 - 9月28日：企画展「ふるさとの話をしよう」
- 10月3日 - 11月30日：企画展「小樽・ちまちま文豪展」（高山美香協力）

2009年（平成21年）
- 1月10日 - 2月15日：企画展「高橋悦郎・坂街小樽切り絵展」 + 企画展「小樽切り絵カルタ展」
- 1月30日 - 3月1日：企画展「雪の断章・佐々木丸美展」
- 4月4日 - 6月28日：企画展「後藤伸行切り絵展『叙情・石川啄木の世界』」
- 4月25日 - 6月28日：企画展「トポス（場）の思想と創造―建築家・小坂秀雄と小樽文学館展」
- 7月4日 - 8月9日：特別展「『蟹工船』の時代―プロレタリア文学とモダニティ（池田寿夫蔵書による）」
- 8月15日 - 10月4日：企画展「樋口雅己ボールペン画展『小樽の建物』」
- 10月1日 - 10月12日：企画展「薫る文学―COFFEE DROPS―in 小樽文学館」
- 10月10日 - 11月3日：企画展「ポラロイド写真の小樽展」
- 10月15日 - 翌1月31日：企画展「椎名次郎素描展『サカミチ スケッチ ミナトマチ』」
- 11月7日 - 翌1月31日：企画展「ちまちま小樽文壇史+偉人物語」（高山美香協力）

### 2010年 - 2019年
2010年（平成22年）
- 2月6日 - 3月14日：企画展「小林豊絵本原画展『アフガニスタンの小さな村』」
- 4月17日 - 5月30日：企画展「女性文芸誌『あさゆう』の足跡」
- 6月5日 - 7月4日：企画展「AKEBONOカルタ展」
- 6月5日 - 8月1日：特別展「高田紅果の青春－芸術都市・小樽のコーディネーター」
- 8月3日 - 8月29日：企画展「森山大道写真展－小樽・1978年そして現在」
- 8月7日 - 8月29日：企画展「走れ!!小樽探検隊」
- 9月4日 - 11月3日：企画展「日露戦争期の雑誌と書籍　黒岩比佐子コレクションによる」
- 11月13日 - 12月26日：企画展「追悼・小林金三展－ジャーナリストの肖像」 + 企画展「日本縦断文学碑めぐり」

2011年（平成23年）
- 1月15日 - 3月27日：企画展「蜂谷涼展―明治小樽女性気質」 + 企画展「日本縦断文学碑めぐり」
- 4月2日 - 5月29日：企画展「一原有徳・俳句と山岳小説の世界展」 + 企画展「文学に捧げる花束・村上芳正展」
- 6月4日 - 7月31日：企画展「名曲の楽しみ　吉田秀和展」
- 9月3日 - 11月6日：企画展「小樽・新聞物語展」 + 企画展「黒岩比佐子追悼展」
- 12月10日 - 翌2月19日：企画展「街の色・街の音・街の人人展」
- 12月10日 - 翌4月1日：企画展「高山美香のちまちまワールド よくまぁこんなに展」

2012年（平成24年）
- 2月18日 - 5月25日：企画展「小林多喜二と小樽高商」
- 2月25日 - 4月1日：企画展「私のルリユール　小樽文學舎製本工房の10年」
- 4月7日 - 5月27日：企画展「活版印刷物語」 + 企画展「高橋悦郎・切り絵文学展」
- 6月2日 - 7月8日：特別展「没後100年 石川啄木と小樽啄木会」 + 追悼展「追悼・吉田秀和」
- 7月14日 - 9月2日：企画展「吉本隆明追悼展」
- 8月11日 - 9月23日：企画展「テレビゲームと文学」
- 9月8日 - 11月4日：市制施行90周年記念特別展「岡田三郎と庁立小樽中学校」
- 11月11日 - 翌1月27日：企画展「違星北斗と口語短歌」
- 12月1日 - 翌1月27日：企画展「探検100年記念 小樽・南極物語」（白瀬矗関連）
- 12月1日 - 翌2月14日：写真展「頁・Brown Books Cafe 写真展」

2013年（平成25年）
- 2月2日 - 3月31日：幌内鉄道130年記念企画展「銀河鉄道の夜 宮澤賢治の世界展」
- 3月1日 - 3月31日：企画展「関東大震災後の記録と文学」（全国文学館協議会主催共同展示「文学と天災地変」）
- 5月18日 - 6月30日：企画展「詩人と美術 瀧口修造のシュルレアリスム展」
- 7月13日 - 9月1日：企画展「北原白秋と小樽・サハリン旅行展」
- 9月6日 - 11月4日：企画展「左川ちか展」 + 企画展「小樽詩話会50周年展」
- 11月9日 - 翌1月13日：企画展「没後20年 中井英夫展」

2014年（平成26年）
- 1月16日 - 3月2日：JJ's cafe企画展「スズエダフサ個展」
- 1月18日 - 3月30日：企画展「小樽文学史展」
- 4月4日 - 6月8日：企画展「ボードゲームと文学展」
- 6月13日 - 7月21日：企画展「伊藤整文学賞の歩み展」
- 6月13日 - 9月7日：JJ's cafe企画展「田中眞理［昆虫・小生物］細密作品展」
- 8月1日 - 9月7日：企画展「没後60年 中城ふみ子と中井英夫往復書簡展」
- 9月12日 - 11月3日：企画展「石山透と少年少女ドラマの時代展」
- 11月8日 - 翌1月12日：企画展「小樽俳句協会創立45周年展」

2015年（平成27年）
- 1月17日 - 3月29日：企画展「『北の文人立ち話』高山美香イラスト原画とエッセイ展」
- 4月4日 - 5月31日：「生誕110年 伊藤整展」
- 6月6日 - 8月2日：「学校の怪談とSF・ミステリのある風景 楢喜八原画展」
- 8月8日 - 9月6日：「小樽・坂道物語展」
- 9月12日 - 11月29日：「没後50年 戸塚新太郎展」
- 12月5日 - 翌1月31日：「暮らしと文学〈あのころの小樽〉展1 夜更かしする文学青年の時代」

2016年（平成28年）
- 2月5日 - 3月27日：「正岡子規と植物の絵展」
- 4月2日 - 5月15日：「ドクター・コンのミュージアムスタンプ展」
- 5月21日 - 7月24日：特別展「早川三代治展 インターナショナルな知的表現者」
- 7月9日 - 8月21日：企画展「映画監督・小林正樹と小樽展」
- 7月30日 - 8月28日：「魔術文学館へようこそ　ミステリ作家・泡坂妻夫展」
- 9月3日 - 10月23日：「編集長・長井勝一没後20年『ガロ』と北海道のマンガ家たち展」
- 10月29日 - 12月11日：「大野百合子展」
- 12月17日 - 翌1月29日：「暮らしと文学〈あのころの小樽〉展2 貸本屋・古本屋・図書館展」

2017年（平成29年）
- 1月7日 - 7月30日：「サカナクション・山口一郎氏の本箱展」
- 4月15日 - 6月11日：特別展「生誕100年　詩人・河邨文一郎展」
- 6月17日 - 7月30日：浜和幸写真展「パリ・カフェのある風景」
- 8月5日 - 9月10日：「石原慎太郎と裕次郎展」
- 8月18日 - 9月10日：「凍った心をとかした手紙　奇跡の461通展」（永山則夫関連）
- 9月30日 - 12月3日：「「信濃デッサン館」「無言館」　窪島誠一郎展」
- 12月9日 - 翌2月18日：「暮らしと文学〈あのころの小樽〉展3 芝居小屋・演芸館・映画館展」

2018年（平成30年）
- 2月24日 - 4月22日：「私という名の変奏曲　恋愛ミステリ小説家　連城三紀彦展」
- 2月24日 - 4月22日：「本多正一写真展　うつし世のまこと　江戸川乱歩の遺品」
- 4月28日 - 5月27日：「相沢康夫創作玩具展」
- 6月2日 - 7月29日：「亀井秀雄の仕事とこれからの文学館」
- 8月4日 - 9月2日：「怪奇幻想文学館」
- 8月4日 - 10月28日：「小樽と文豪たちの現在展」
- 9月11日 - 10月28日：「小樽・まち文化博覧会」
- 11月3日 - 翌1月20日：特別展「歌人・小田觀蛍の生涯」

2019年（平成31年）
- 1月12日 - 3月31日：「守分寿男全仕事」
- 3月23日 - 5月12日：「『ふしぎな少年』の肖像ー石山透と手塚治虫」
- 4月6日 - 5月19日：「ちまちまキネマ・ワールド　高山美香のビックリ映画館」
- 5月25日 - 6月30日：「石原慎太郎『十代のエスキース』展」
- 7月6日 - 8月18日：「プロレタリア文化運動資料展」
- 8月24日 - 9月29日：「Deep小樽ー写真で読む『小樽』ー」
- 10月5日 - 11月24日：「没後50年　伊藤整全資料展」
- 11月30日 - 翌1月26日：「没後20年　井尻正二展」

### 2020年 - 2029年
2020年（令和2年）
- 2月1日 - 3月29日：「異端と正統　装幀画家・村上芳正の華麗な世界展」

## 主な収蔵資料
順不同
- 石川啄木（歌人、随筆家）
- 小林多喜二（小説家）
- 伊藤整（小説家、評論家）
- 岡田三郎（小説家）
- 早川三代治（経済学者）
- 八田尚之（劇作家）
- 石塚喜久三（小説家）
- 川端克二（小説家）
- 比良暮雪（俳人）
- 田中五呂八（川柳作家）
- 小熊秀雄（詩人）
- 吉田一穂（詩人）
- 宮原晃一郎（童話作家）
- 左川ちか（詩人）
- 高濱年尾（俳人）
- 八橋栄星（川柳作家）
- 山中恒（児童読物作家）
- 石原慎太郎（小説家、政治家）
- 一原有徳（版画家、登山家、俳人、小説家）

## 参考資料
- “市立小樽文学館条例” (PDF).  小樽市. 2016年5月21日閲覧。
- “市立小樽文学館条例施行規則” (PDF).   小樽市. 2016年5月21日閲覧。
- 市政の歩み編集委員会編『十二年　三期志村市政のあしおと』（ぎょうせい/1988年3月1日発行）
- 榊原浩『文学館探索』（新潮社/1997年9月25日発行）
- 市立小樽文学館編『市立小樽文学館開館30周年記念誌』（2008年11月3日発行）
- “小樽市の教育 平成27年度” (PDF).   小樽市教育委員会 (2015年). 2016年5月20日閲覧。